# Zofia Tułodziecka
Zofia Tułodziecka (ur. 24 kwietnia 1850 w Dąbrowie Starej, powiat Wolsztyn, zm. 7 stycznia 1924 w Poznaniu) – wielkopolska działaczka społeczna.

## Życiorys
Była córką dzierżawcy. Kształciła się na pensji we Włocławku, po śmierci ojca wyjechała do Warszawy i wyuczyła się zawodu krawieckiego. Zdobyte przygotowanie pozwoliło jej na otwarcie po powrocie do Poznania niedużego salonu mód. Wkrótce otworzyła także duży warsztat krawiecki, cieszący się opinią najlepszej pracowni krawiectwa damskiego w Poznaniu.
W 1903 była jedną z inicjatorek powstania pierwszego poznańskiego i polskiego związku zawodowego kobiet – Stowarzyszenia Personału Żeńskiego w Handlu i Przemyśle; stowarzyszenie, którego Tułodziecka była jedną z najaktywniejszych działaczek, prowadziło bezpłatne pośrednictwo pracy i poradnictwo prawne dla kobiet, organizowało kursy zawodowe, wspierało także samokształcenie i edukację. Przy stowarzyszeniu działała biblioteka, kasa zapomogowa, schronisko dla starych kobiet; w 1907 z inicjatywy organizacji w Poznaniu odbył się wiec kobiet w sprawie oświaty i domowego nauczania dzieci języka polskiego. Zofia Tułodziecka organizowała filie stowarzyszenia w Poznaniu (na Łazarzu i Wildzie) oraz w Toruniu i Brodnicy, a w 1907 zainicjowała powstanie pierwszej kobiecej spółdzielni pracy (Pracownia Sukien w Poznaniu). W 1920 stowarzyszenie połączyło się z Towarzystwem Młodzieży Kupieckiej.
Obok pracy zawodowej i aktywności w zawodowym ruchu kobiecym w Wielkopolsce Tułodziecka czynnie wspierała także swoją młodszą siostrę Anielę w działaniach na rzecz Towarzystwa Przyjaciół Wzajemnego Pouczania się i Opieki nad Dziećmi „Warta”, które przez kilkadziesiąt lat zajmowało się edukacją i pracą filantropijną wśród polskich dzieci zarówno jawnie, jak i w konspiracji.
Zmarła 7 stycznia 1924.